# Radeč (Křivoklátská vrchovina)
Radeč je název horského hřebene severovýchodně od Rokycan. Použití názvu není jednotné. Jako Radeč bývá označován nejvyšší bod o výšce 723 metrů, celý 2 km dlouhý úzký hřbet, skalní výchoz a zřícenina hradu Mitrvald (někdy též Hrad) na východním okraji hřbetu ve výšce 680 metrů nebo celé rozsáhlé zalesněné území v okolí hřebene, chráněné jako přírodní park Radeč. Ve starších mapách se můžeme setkat s názvem Rač. Hlavní část kopce patří do katastrálního území Sklená Huť obce Přívětice.
Podle geomorfologického členění Česka je Radeč nejvyšším vrcholem Křivoklátské vrchoviny. Tvary reliéfu, převážně smrkové lesy, rostlinstvo a živočišstvo však spíše připomíná blízké Brdy. Proto je vrchol a celá okolní oblast často považována za severozápadní výběžek Brd.

## Popis hřebene
Úzký hřbet, tvořený odolnými křemenci, má několik vrcholů. 

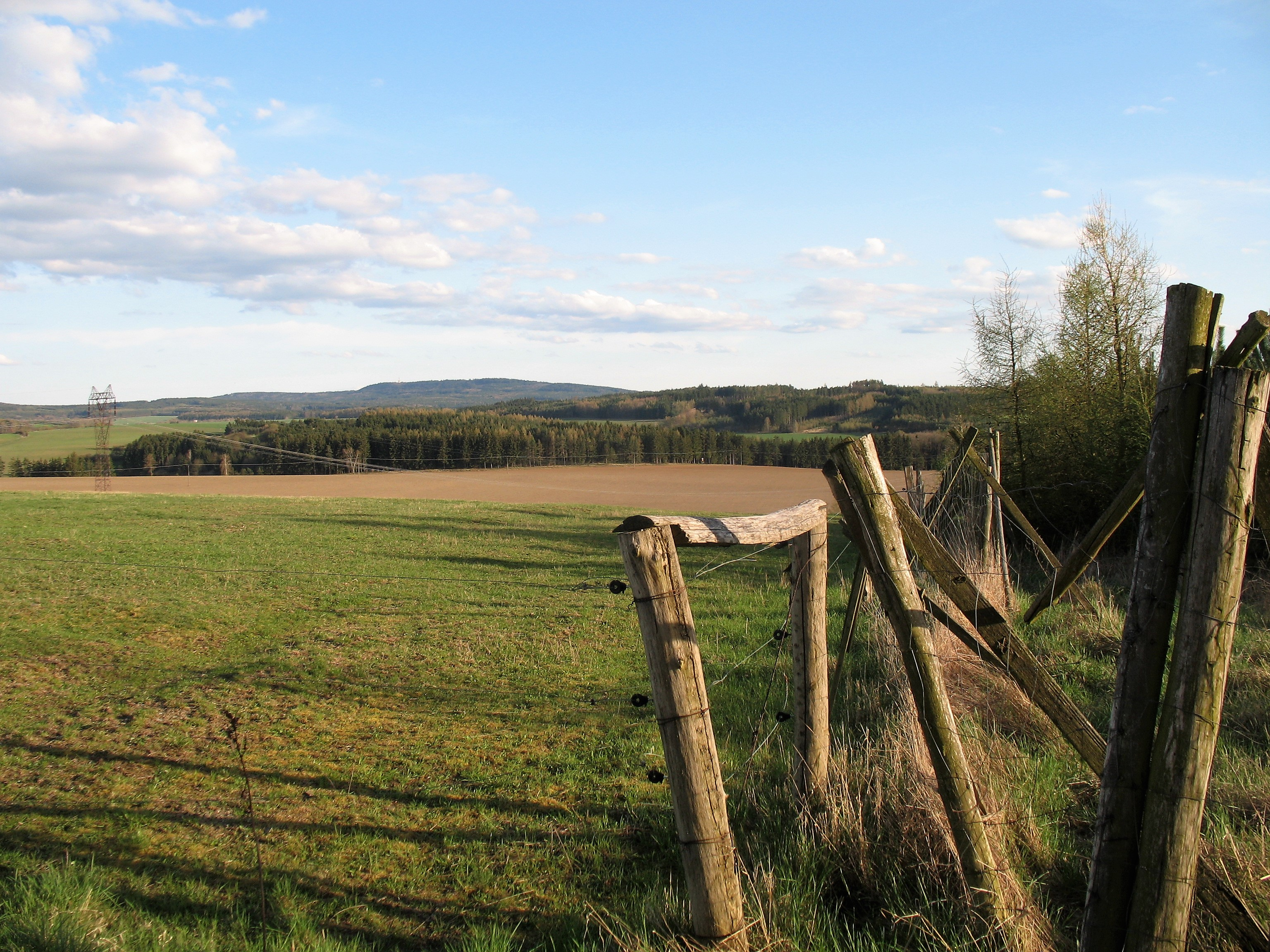
Pohled na Radeč od Svinné

Na západním okraji je bezejmenný vrchol o výšce 712 m, následuje hlavní vrchol Radeč (723 m) se zbytky dřevěné měřické věže a kóta Brno (718 m) se zdaleka viditelným, více než 60 m vysokým rozhlasovým vysílačem. Vzhledem k malému rozdílu výšek je Brno někdy mylně považováno za nejvyšší vrchol celého hřbetu. Název Brno pochází z období národního obrození, kdy byl vrchol pojmenován na počest moravského hlavního města.
Východně od Brna se nachází sedlo ve výšce 650 metrů, kterým prochází červená turistická značka. Za se hřbet dále zužuje a objevují se četné skalní výchozy. K nejvyšším vrcholům ve východní části hřbetu patří Hrad (680 m) a Čihátko (654 m). Strmé svahy hřbetu na několika místech pokrývají suťová pole.

## Zříceniny

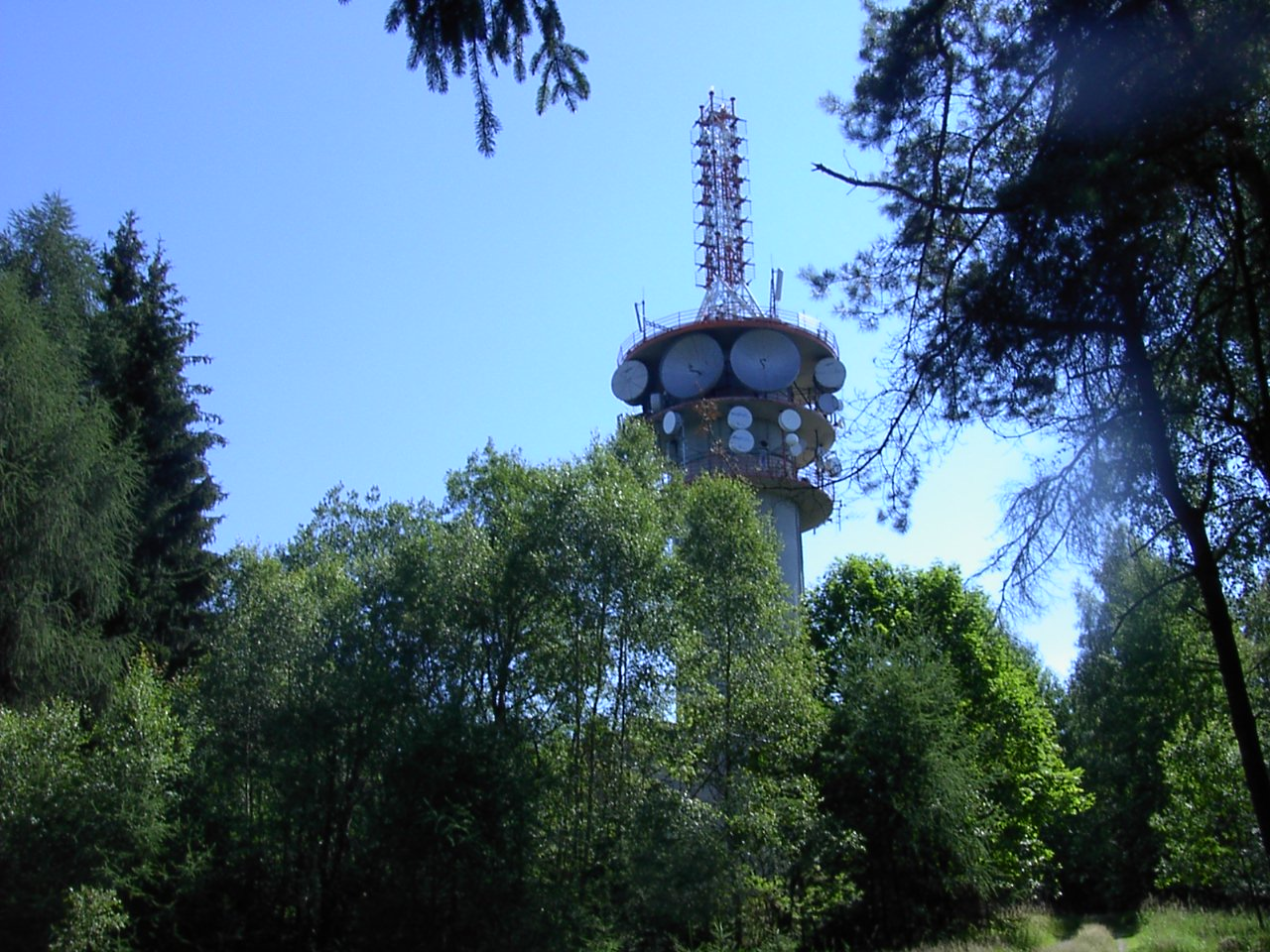
Jeden z nejvyšších vrcholů Radče – Brno (718 m) s daleko viditelným vysílačem

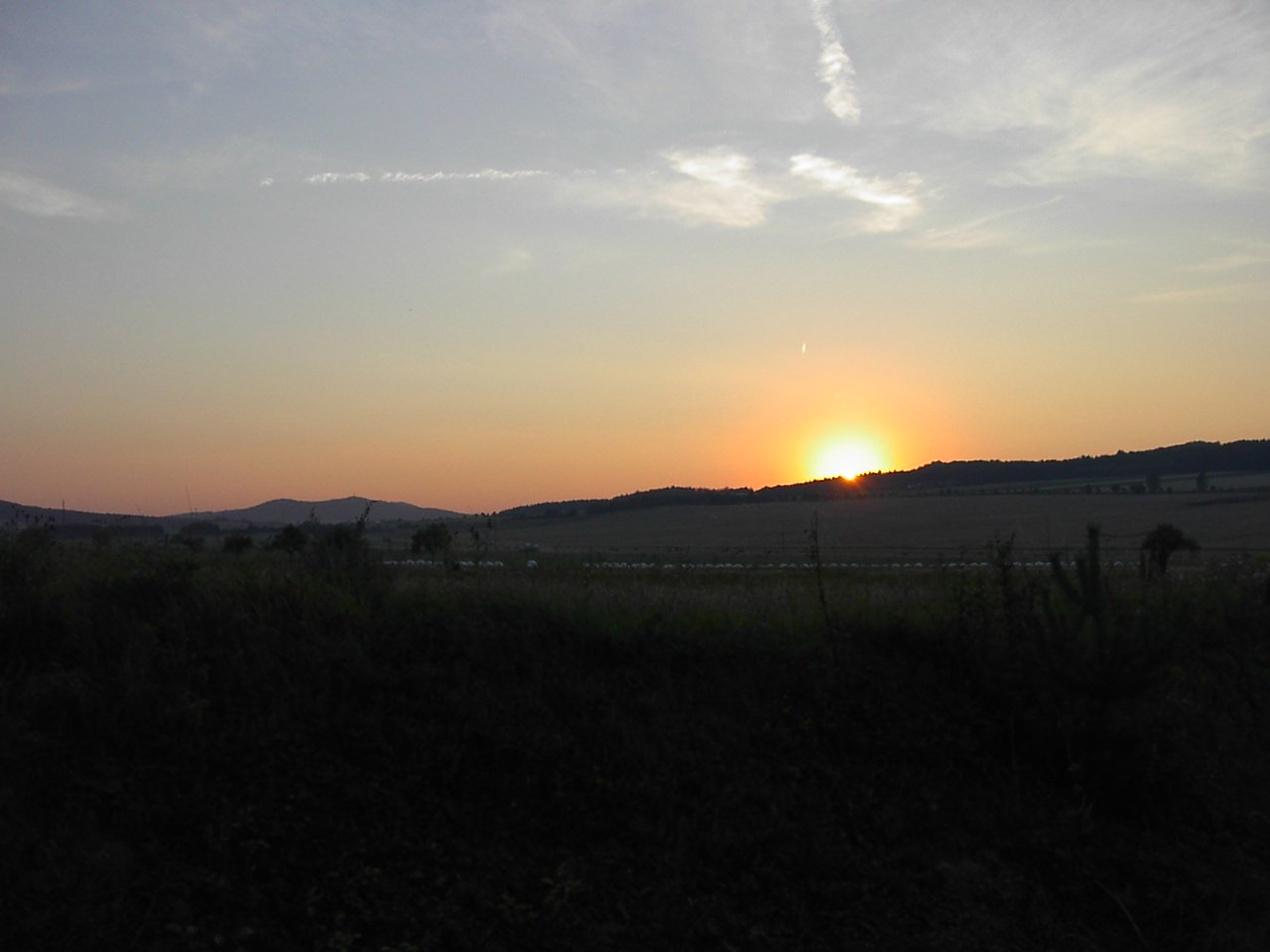
Hřeben Radče od Cekova, při srpnovém západu slunce

Ve východní části hřebene vyčnívá nad okolní lesy holý skalní ostroh, označovaný jako Hrad. Ve středověku na něm stával hrad Mitrvald. Kromě valu a příkopu se z něj nedochovaly žádné pozůstatky zástavby. Ze skalnatého vrcholu je daleký rozhled na Křivoklátské lesy, za dobré viditelnosti můžeme spatřit i České středohoří a Krušné hory.[zdroj⁠?!] Na jihozápadě z radečského hřbetu vybíhá ostroh zvaný Bílá skála s pozůstatky nejspíše pravěkého hradiště.

## Přístup
Na vrchol vedou pěší turistické značené cesty z Těškova, Lhoty pod Radčem, Radnic a Sklené Huti. Cyklisté mohou nahoru vyšlapat po vyznačené cyklotrase.
Cesta z Holoubkova na Radeč (tehdy Rač) byla jednou z prvních čtyř tras vyznačených v roce 1889 Klubem českých turistů.